# آرباکوشی (آلاباما)
آرباکوشی (به انگلیسی: Arbacoochee) یک منطقهٔ مسکونی در ایالات متحده آمریکا است که در آلاباما واقع شده‌است. آرباکوشی ۲۹۲٫۹۲ متر بالاتر از سطح دریا قرار دارد.